# Grand Prix automobile de Tripoli 1933
Le Grand Prix automobile de Tripoli 1933 ou VII° GRAN PREMIO DI TRIPOLI - I° LOTTERIA DI TRIPOLI - CORSA DEI MILIONI est un Grand Prix qui s'est tenu sur le circuit de la Mellaha le 7 mai 1933.
La course, disputée hors championnat est le théâtre d'une affaire de tricherie impliquant trois des plus importants pilotes italiens de l'avant-guerre : Achille Varzi, Baconin Borzacchini et Tazio Nuvolari. La vérité reste encore à établir quant à savoir si la tricherie est avérée.

## Grille de départ
| 1re ligne | Pos. 5               | Pos. 4                | Pos. 3                | Pos. 2                 | Pos. 1               |
| --------- | -------------------- | --------------------- | --------------------- | ---------------------- | -------------------- |
|           | Gazzabini Alfa Romeo | Birkin Maserati       | Cussini Maserati      | Nuvolari Alfa Romeo    | Premoli PBM-Maserati |
| 2e ligne  | Pos. 10              | Pos. 9                | Pos. 8                | Pos. 7                 | Pos. 6               |
|           | Giusti Bugatti       | Balestrero Alfa Romeo | Battaglia Alfa Romeo  | Varzi Bugatti          | Fagioli Maserati     |
| 3e ligne  | Pos. 15              | Pos. 14               | Pos. 13               | Pos. 12                | Pos. 11              |
|           | Battilana Maserati   | Matrullo Maserati     | Cazzaniga Bugatti     | Borzacchini Alfa Romeo | Pratesi Talbot       |
| 4e ligne  | Pos. 20              | Pos. 19               | Pos. 18               | Pos. 17                | Pos. 16              |
|           | Hartmann Bugatti     | Zehender Maserati     | Barbieri Maserati     | Castelbarco Maserati   | Campari Maserati     |
| 5e ligne  | Pos. 25              | Pos. 24               | Pos. 23               | Pos. 22                | Pos. 21              |
|           | Ferrari Bugatti      | Tadini Alfa Romeo     | Biondetti MB-Maserati | Moradei Talbot         | Corsi Maserati       |
| 6e ligne  | Pos. 30              | Pos. 29               | Pos. 28               | Pos. 27                | Pos. 26              |
|           | Ghersi Alfa Romeo    | Taruffi Alfa Romeo    |                       | Pellegrini Alfa Romeo  | Cucinotta Talbot     |

## Classement de la course
| Pos. | no | Pilote               | Écurie                       | Châssis              | Tours | Temps/Abandon                  | Grille |
| ---- | -- | -------------------- | ---------------------------- | -------------------- | ----- | ------------------------------ | ------ |
| 1    | 16 | Achille Varzi        | Automobiles Ettore Bugatti   | Bugatti T51          | 30    | 2 h 19 min 51 s 4 (169,1 km/h) | 7      |
| 2    | 4  | Tazio Nuvolari       | Scuderia Ferrari             | Alfa Romeo 8C 2300   | 30    | + 0 s 2                        | 2      |
| 3    | 10 | Henry Birkin         | Bernard Rubin & Henry Birkin | Maserati Tipo 26M    | 30    | + 1 min 31 s 8                 | 4      |
| Abd. | 44 | Goffredo Zehender    | Raymond Sommer               | Maserati 8CM         | 29    |                                | 19     |
| Abd. | 58 | Gerolamo Ferrari     | Privé                        | Bugatti T35          | 28    |                                | 25     |
| 4    | 18 | Giovanni Battaglia   | Privé                        | Alfa Romeo 8C 2300   | 27    | + 3 tours                      | 8      |
| 5    | 64 | Piero Taruffi        | Privé                        | Alfa Romeo 8C 2300   | 27    | + 3 tours                      | 28     |
| 6    | 22 | Renato Balestrero    | Privé                        | Alfa Romeo 8C 2300   | 27    | + 3 tours                      | 9      |
| 7    | 66 | Pietro Ghersi        | Privé                        | Alfa Romeo 8C 2300   | 27    | + 3 tours                      | 29     |
| 8    | 36 | Attilio Battilana    | Privé                        | Maserati             | 26    | + 4 tours                      | 15     |
| 9    | 48 | László Hartmann      | Privé                        | Bugatti T51          | 26    | + 4 tours                      | 20     |
| 10   | 40 | Luigi Castelbarco    | Privé                        | Maserati 4CM         | 26    | + 4 tours                      | 17     |
| 11   | 34 | Francesco Matrullo   | Privé                        | Maserati 4CM         | 25    | + 5 tours                      | 14     |
| 12   | 60 | Letterio Cucinotta   | Privé                        | Talbot 700           | 25    | + 5 tours                      | 26     |
| 13   | 42 | Ferdinando Barbieri  | Privé                        | Maserati 4CM         | 24    | + 6 tours                      | 18     |
| Abd. | 56 | Mario Tadini         | Scuderia Ferrari             | Alfa Romeo 8C MM     | 20    |                                | 24     |
| Abd. | 38 | Giuseppe Campari     | Officine Alfieri Maserati    | Maserati 26M         | 20    |                                | 16     |
| 14   | 8  | Mario Cussini        | Privé                        | Maserati 26          | 19    | + 11 tours                     | 3      |
| Abd. | 12 | Carlo Gazzabini      | Privé                        | Alfa Romeo 8C 2300   | 17    |                                | 5      |
| Abd. | 14 | Luigi Fagioli        | Officine Alfieri Maserati    | Maserati 8C 3000     | 17    |                                | 6      |
| Abd. | 30 | Carlo Cazzaniga      | Privé                        | Bugatti T35          | 11    |                                | 13     |
| Abd. | 2  | Luigi Premoli        | Privé                        | PBM-Maserati         | 7     |                                | 1      |
| Abd. | 52 | Mario Moradei        | Privé                        | Talbot 700           | 7     |                                | 22     |
| Abd. | 62 | Lelio Pellegrini     | Privé                        | Alfa Romeo 8C 2300   | 6     |                                | 27     |
| Abd. | 24 | Albino Pratesi       | Privé                        | Alfa Romeo 8C 2300   | 4     |                                | 11     |
| Abd. | 22 | Angelo Giusti        | Privé                        | Maserati             | 3     |                                | 10     |
| Abd. | 54 | Clemente Biondetti   | Privé                        | MB Speciale-Maserati | 2     |                                | 23     |
| Abd. | 32 | Baconin Borzacchini  | Scuderia Ferrari             | Alfa Romeo 8C 2300   | 2     |                                | 12     |
| Abd. | 50 | Secondo Corsi        | Privé                        | Maserati 26C         | 2     |                                | 21     |
| Np.  | 6  | Giuseppe Bianchi     | Privé                        | Maserati 26          |       | Non partant                    |        |
| Np.  | 16 | Charles Jellen       | Privé                        | Alfa Romeo 8C 2300   |       | Non partant                    |        |
| Np.  | 26 | Raymond Sommer       | Privé                        | Maserati 8CM         |       | Non partant                    |        |
| Np.  | 46 | Guglielmo Gramonelli | Privé                        | Alfa Romeo 8C 2300   |       | Non partant                    |        |

- Légende: Abd.=Abandon - Np.=Non partant.

## Pole position et record du tour
- Pole position :  Luigi Premoli (PBM-Maserati) attribué par ballotage.
- Meilleur tour en course :  Achille Varzi (Bugatti) en 4 min 26 s 8 (177,3 km/h).